# 五星銀行
五星银行（英語：Five Star Bank）是美国的商业银行，前身是成立于19世纪50年代在纽约华沙 的怀俄明县银行（Wyoming County Bank），之後由怀俄明县银行改組而成，創始人是沃尔科特·J·汉弗莱。
五星银行是怀俄明县银行根据金融机构的條例而進行的改革。